# David Hacking
David Hacking, 3e baron Hacking (né le 17 avril 1938), est un arbitre britannique, avocat et pair héréditaire.

## Formation et carrière militaire
Il fait ses études à l'école préparatoire Aldro, Charterhouse et Clare College, Cambridge, d'où il obtient un BA en 1961; il obtient sa maîtrise en 1968. Il fait ses études professionnelles à la Inns of Court School of Law. Il sert dans la Réserve navale royale de 1954 à 1964, participant au service actif de 1956 à 1958 et atteignant le grade de lieutenant.

## Carrière en droit
Hacking est barrister et solliciteur en Angleterre et au Pays de Galles, ainsi qu'avocat aux États-Unis. Il travaille pendant plus de 40 ans comme arbitre international et médiateur de litiges commerciaux.

## Chambre des lords
Ayant hérité du titre de baron Hacking de son père en 1971, Hacking siège à la Chambre des lords pendant plus de 20 ans, contribuant à la réforme du droit de l'arbitrage et des domaines connexes. Après avoir siégé en tant que conservateur, en 1998, il fait défection au parti travailliste à cause des politiques européennes et des positions sur la loi et l'ordre du chef du parti de l'époque William Hague. Il perd son droit automatique à un siège en vertu de la loi de 1999 sur la Chambre des lords. Il cherche à revenir à la Chambre lors de l'élection partielle provoquée par la mort de Lord Milner de Leeds en 2003. Il se présente à plusieurs élections partielles ultérieures (en tant que crossbencher) et réussit en 2021 en tant que candidat travailliste pour remplacer le vicomte Simon, 47 ans après son entrée aux Lords en 1974. Il prête de nouveau serment le 2 décembre 2021. Lord Hacking est le plus ancien pair héréditaire à avoir été élu lors des élections de pairs héréditaires.